# Preludium
Preludium är en del av ett längre musikstycke som betecknas som förspel. Ordet kommer från latinet, och preludier förekommer i många olika musikaliska sammanhang som beteckning på ett musikstycke som spelas först eller i början.
Förspel för ett kortare sång kallas även intro (Introduktion).
Ett preludium kan till exempel vara ett musikstycke, vilket som helst, eller ett liturgiskt musikstycke, som inleder en kristen gudstjänst. Bach skrev ett stort antal preludier till sina fugor.
Ett preludium till en opera eller annan musikteater kallas ouvertyr.
Under barocken var preludium ofta titeln på ett fritt stycke (liksom fantasi och toccata), som mycket väl kunde inkludera en eller två fugor.
Preludium förekommer också som titel på fristående stycken - till exempel Chopins 24 preludier.